# Mycalesis niasana
Mycalesis niasana är en fjärilsart som beskrevs av Hans Fruhstorfer 1908. Mycalesis niasana ingår i släktet Mycalesis och familjen praktfjärilar. Inga underarter finns listade i Catalogue of Life.